# 松林镇 (遵义市)
松林镇，是中华人民共和国贵州省遵义市汇川区下辖的一个乡镇级行政单位。
2016年3月20日，国务院批复同意贵州省调整遵义市部分行政区划，将原遵义县的松林镇划归汇川区管辖。

## 行政区划
松林镇下辖以下地区：
松林居社区、中南村、干堰村、丁台村、庙林村和新庄村。